# Zgornje Konjišče
Zgornje Konjišče – miejscowość w Słowenii w gminie Apače.